# Замки Тернопільщини

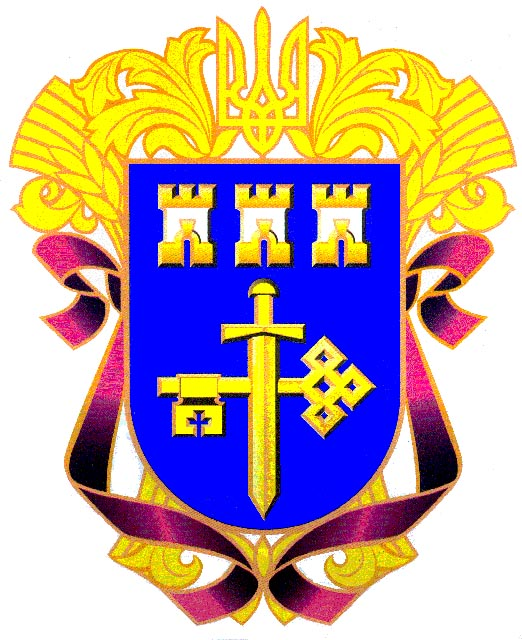
Герб Тернопільської області. За кількістю замків (34) займає 1-ше місце в Україні.

Замки Тернопільщини — укріплені осідки володарів, що служили одночасно за житло й фортецю; виникли в середньовіччі для захисту перед ворожими нападами.

## Раннє середньовіччя
Прототипами замків в Україні були міста-фортеці, переважно рублені (дерев'яні), рідше — муровані, що їх будували князі у 10-12 ст. з метою оборони, зокрема на пограниччі з кочовиками і Польщею. У 13 ст. після того, як Київська держава занепала й Україну спустошили татари, військово-політичні осередки перемістилися на західноукраїнські землі.
Для охорони Галицько-Волинської держави князі (головним чином Данило Романович) відновлювали і будували численні городи — зокрема, Данилів, Кременець та ін. Постійна загроза стала вирішальною у спорудженні на території сучасної Тернопільщини їх захисного поясу, переважно вздовж річок Дністер, Збруч, Серет, Нічлава, Стрипа, Золота Липа.
Замки, крім зовнішньої загрози, рятували власників і від внутрішніх ворогів — повсталих селян і міщан, сусідів-феодалів. Тільки на території сучасної Тернопільської області замків було понад 100. Спочатку їх будували з дерева (дубові колод), вони були недовговічні (легко займалися), тому донині не зберігся жодний із замків раннього середньовіччя.

## Типи замків
Замки споруджували різними за формою, розміром й оборонним потенціалом. Розрізняють три типи замкових споруд.
- Перший — фортеці, першочергове завдання — оборона (мури — широкі, вежі — надійні), проблеми помешкання — другорядні. Рослинність біля підніжжя замків гори знищували. Зовнішній вигляд своєю неприступністю повинен був відлякувати нападників (наприклад, замок у Кременці).

- Другий — де важливими була обороноздатність і зручність помешкання. Характерні прояви естетичних елементів: зі смаком оформлена в'їзна брама, на мурі — родовий герб. Француз Да-Лейрац, описуючи середньовічний Бучацький замок, відзначив, що його дитя оздоблене красивими ґанками та ін. архітектурними витворами, зокрема фонтаном. Крім Бучацького, до цього типу належали замки у Бережанах і 3аложцях (нині смт Залізці).

- Третій — характерний захисним бар'єром (поруч із фортифікаційними спорудами будували дрібні замки і двори). Оточували 4-кутними глибокими ровами, які часто заповнювали водою, насипали вали, кути замикали сторожовими вежами, в'їзна брама також була оборонною спорудою (наприклад, замок у Новосілці Костюковій, нині село Новосілка 3аліщицького району; збереглися рештки башти). 3годом постали муровані замки (здебільшого кам'яні).

## Культові споруди у ролі фортець
У пізньому середньовіччі на території сучасної Тернопільщини для потреб оборони почали пристосовувати культові споруди.
Церкви-твердині, що нині збереглися, — Різдва Христового і Воздвиження Чесного Хреста у Тернополі, Миколаївські — у Теребовлі та Бучачі; колишні костели у селі Долина Теребовлянського району і смт Скала-Подільська Борщівського району; монастирі, зокрема у Теребовлі; синагоги у Гусятині та Тернополі (остання не збереглася).

## Руйнування замків

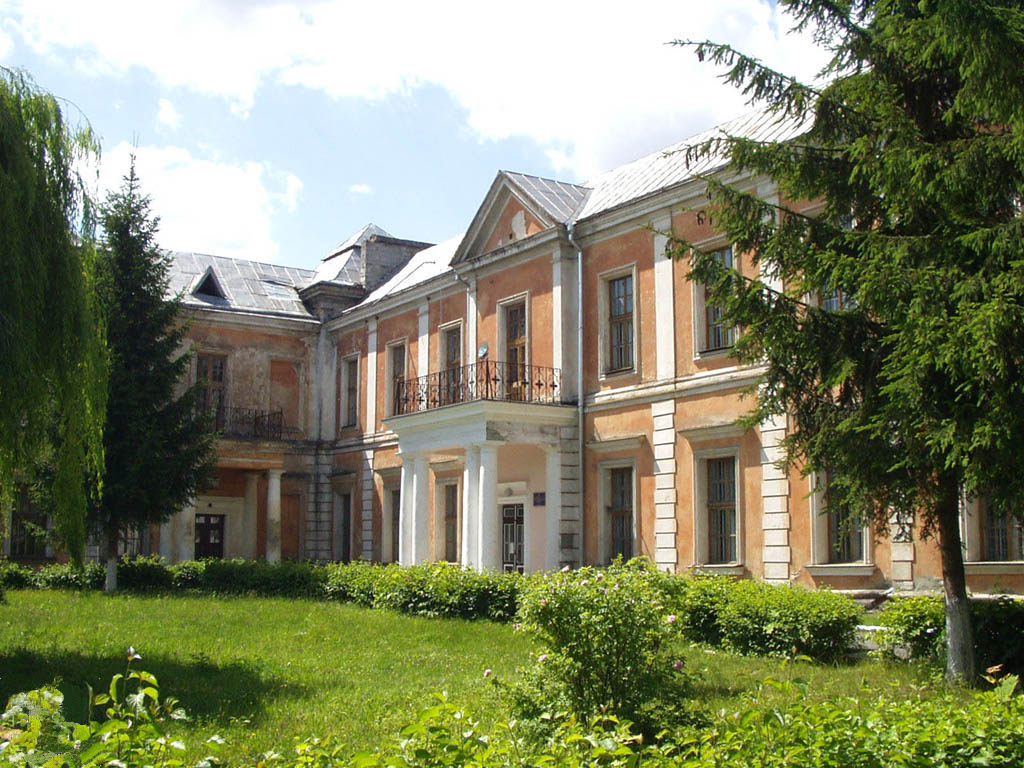
Вишнівецький палац

Удосконалення вогнепальної зброї завдало відчутного удару середньовічній фортифікаційній системі. Почали споруджувати так звані бастіони (висунуті вперед земляні, інколи ошкарповані кам'яні брили). Прикладом замків бастіонного типу можуть бути фортеці у 3баражі та Ягільниці (нині село в Чортківському районі).
3годом замки замінили розкішні садиби і палаци (палац у смт Вишнівець, нині 3баразького району).

### Національний заповідник «Замки Тернопілля»
За наказом Президента України від 2005 року створено національний заповідник «Замки Тернопілля», до складу якого увійшли сім замків. Заповідник створено на базі історико-архітектурного заповідника в Збаражі, аби запобігти їх подальшій руйнації. Загальна кількість історичних об'єктів досягла десяти. Від 2005 р. кошти на їх утримання та реставрацію зобов'язується виділяти держава. Вони давно є об'єктами дикого туризму, але це не сприяє їх збереженню.

## Список замків Тернопільщини

### Уцілілі
Через війни, ставлення власників, відсутність загальнодержавної політики більшість замків на Тернопільщині не збереглася. 3агалом в Україні збережено 100 замків і замкових споруд, з них на Тернопільщині — 34.
| Населений пункт  | Район           | Замок                                              | Координати                        | Рік спорудження                       | Тип                                  | Сучасний стан                                                    | Зображення                                            |  |
| ---------------- | --------------- | -------------------------------------------------- | --------------------------------- | ------------------------------------- | ------------------------------------ | ---------------------------------------------------------------- | ----------------------------------------------------- |  |
| Тернопіль        | Тернопільський  | Тернопільський замок                               |                                   | 1540-1548 р.                          | Палац                                | Відреставрований                                                 | Палац Старого замку у Тернополі                       |  |
| Збараж           | Збаразький      | Збаразький замок                                   |                                   | 1626-1631 р.                          | Оборонна фортеця                     | Відреставрований                                                 | Збаразька фортеця                                     |  |
| Вишнівець        | Збаразький      | Вишнівецький замковий палац                        |                                   | Замок 1494 р. і палац 1720 р.         | Оборонний замок і палацовий комплекс | Відреставрований палац                                           | Вишнівецький палац                                    |  |
| Струсів          | Теребовлянський | Струсівський палац                                 |                                   | 18 століття                           | Палац                                | Відреставрований                                                 |                                                       |  |
| Бережани         | Бережанський    | Бережанський замок                                 |                                   | 1554 р.                               | Оборонний                            | Реставрується                                                    | Каплиця-усипальниця Сенявських у Бережанськоиму замку |  |
| Скалат           | Підволочиський  | Скалатський замок                                  |                                   | 1630 р.                               | Оборонна фортеця                     | Реставрується                                                    | Одна з 5 веж Скалатської фортеці                      |  |
| Чортків          | Чортківський    | Чортківський замок                                 |                                   | 1610                                  | Оборонний                            | Підготовка до Реставрації                                        |                                                       |  |
| Кривче           | Борщівський     | Кривченський замок                                 |                                   | 1639-1650 р.                          | Оборонний                            | Частково збережений                                              |                                                       |  |
| Буданів          | Теребовлянський | Буданівський замок                                 |                                   | 17 століття                           | Оборонний                            | Приміщення психлікарні                                           |                                                       |  |
| Білокриниця      | Кременецький    | Білокриницький палац                               |                                   | 19 століття                           | Палац                                | Приміщення Кременецького Лісотехнікуму                           |                                                       |  |
| Ягільниця        | Чортківський    | Ягільницький замок                                 |                                   | 1630 р.                               | Оборонний                            | Частково реставрований, 2 бастіони та в'їзна брама не збереглися |                                                       |  |
| Золотий Потік    | Бучацький       | Золотопотіцький замок                              |                                   | Приблизно 1568–1631 рр.               | Оборонна фортеця                     | Частково зруйнований, залишки палацу                             | Золотопотіцький замок                                 |  |
| Біще             | Бережанський    | Біщенський оборонний костел                        |                                   | 16 століття                           | Оборонний костел                     | Руїни (закуплений ліс, для створення даху)                       | Оборонний костел у Біще                               |  |
| Теребовля        | Теребовлянський | Теребовлянський замок                              |                                   | 1631                                  | Оборонний                            | Реставрується                                                    |                                                       |  |
| Окопи            | Борщівський     | Фортеця Святої Трійці                              |                                   | 1692                                  | Оборонний                            | Частвоко збережені дві брами і руїни башти Пуласького            | Львівська брама замку Святої Трійці                   |  |
| Скала-Подільська | Борщівський     | Скала-Подільський замок                            |                                   | 1518-сер.18 ст.                       | Оборонний                            | Руїни                                                            | Залишки палацу на території Скала-Подільського замку  |  |
| Язловець         | Бучацький       | Язловецький замок                                  |                                   | 14-18 століття                        | Оборонний і палац                    | Руїни замку і реставрований палац                                | Одна зі стін Язловецького замку                       |  |
| Сидорів          | Гусятинський    | Сидорівський замок                                 |                                   | 17 століття                           | Оборонний                            | Руїни                                                            | Сидорівська фортеця                                   |  |
| Личківці         | Гусятинський    | Личковецький замок та оборонний костел у Личківцях |                                   | Замок 15 століття, а костел 1726 року | Оборонний замок та костел            | Руїни                                                            | Оборонний костел у Личківцях                          |  |
| Микулинці        | Теребовлянський | Микулинецький замок                                |                                   | 16-18 століття                        | Оборонний                            | Руїни                                                            | Руїни Микулинецького замку                            |  |
| Кудринці         | Борщівський     | Кудринецький замок                                 |                                   | 16 століття                           | Оборонний                            | Руїни                                                            | Кудринецький замок                                    |  |
| Кременець        | Кременецький    | Кременецький замок                                 |                                   | 13-16 століття                        | Оборонний                            | Руїни                                                            | Кременецький замок на Замковій горі Боні              |  |
| Нирків           | Заліщицький     | Червоногородський замок                            |                                   | Замок 14 ст., палац 19 століття       | Оборонний замок і палац              | Руїни                                                            | Вежі Червоногородського замку                         |  |
| Бучач            | Бучацький       | Бучацький замок                                    |                                   | 1379 р.                               | Оборонний                            | Руїни                                                            | Стіна Бучацького замку                                |  |
| Підзамочок       | Бучацький       | Підзамочківський замок                             |                                   | 1600                                  | Оборонний                            | Руїни                                                            | Підзамочківський замок                                |  |
| Токи             | Підволочиський  | Токівський замок                                   |                                   | 16 століття                           | Оборонний                            | Руїни                                                            |                                                       |  |
| Висічка          | Борщівський     | Замок у селі Висічка                               |                                   | 17-18 століття                        | Оборонний                            | Руїни                                                            | Вежа замку у Висічці                                  |  |
| Новосілка        | Заліщицький     | Новосілківський замок                              |                                   | 17 століття                           | Оборонний                            | Збереглися лише руїни Вежі Володієвського                        |                                                       |  |
| Залізці          | Зборівський     | Залозецький замок                                  |                                   | 1516 р.                               | Оборонний                            | Руїни, збереглися окремі частини підземелля                      | Вхід до Залозецького замку                            |  |
| Долина           | Теребовлянський | Янівський замок                                    |                                   | 17 століття                           | Оборонний                            | Руїни                                                            |                                                       |  |
| Залужжя          | Збаразький      | Церква Преображення Господнього                    | 49°40′19″ пн. ш. 25°45′04″ сх. д. | 1600 р.                               | Оборонна церква                      | Церква була частиною оборонного монастиря                        | Преображенська церква                                 |  |

### Втрачені
| Населений пункт     | Район          | Замок                      | Координати | Рік спорудження | Тип         | Сучасний стан | Зображення                                                              |
| ------------------- | -------------- | -------------------------- | ---------- | --------------- | ----------- | ------------- | ----------------------------------------------------------------------- |
| Баворів             | Тернопільський | Баворівський замок         |            |                 | Замок       | Втрачений     |                                                                         |
| Більче-Золоте       | Чортківський   | Більче-Золотецький замок   |            |                 | Замок       | Втрачений     |                                                                         |
| Білокриниця         | Тернопільський | Білокриницький замок       |            |                 | Замок       | Втрачений     |                                                                         |
| Великі Бірки        | Тернопільський | Борецький замок            |            |                 | Замок       | Втрачений     | Фрагмент мапи Фрідріха фон Міга 1779—1782 із зображенням замку          |
| Борщів              | Чортківський   | Борщівський замок          |            |                 | Замок       | Втрачений     |                                                                         |
| Гримайлів           | Чортківський   | Гримайлівський замок-палац |            |                 | Замок-палац | Втрачений     |                                                                         |
| Гусятин             | Чортківський   | Гусятинський замок         |            |                 | Замок       | Втрачений     |                                                                         |
| Дзвенигород         | Чортківський   | Дзвенигородський замок     |            |                 | Замок       | Втрачений     |                                                                         |
| Завалів             | Тернопільський | Завалівський замок         |            |                 | Замок       | Втрачений     |                                                                         |
| Збриж               | Чортківський   | Збризький замок            |            |                 | Замок       | Втрачений     |                                                                         |
| Касперівці          | Чортківський   | Касперівський замок        |            |                 | Замок       | Втрачений     |                                                                         |
| Козова              | Тернопільський | Козівський замок           |            |                 | Замок       | Втрачений     |                                                                         |
| Коцюбинці           | Чортківський   | Коцюбинський замок         |            |                 | Замок       | Втрачений     |                                                                         |
| Ланівці             | Чортківський   | Лановецький замок          |            |                 | Замок       | Втрачений     |                                                                         |
| Мельниця-Подільська | Чортківський   | Мельниці-Подільський замок |            |                 | Замок       | Втрачений     |                                                                         |
| Підгайці            | Тернопільський | Підгаєцький замок          |            |                 | Замок       | Втрачений     |                                                                         |
| Пробіжна            | Чортківський   | Пробіжнянський замок       |            |                 | Замок       | Втрачений     |                                                                         |
| Старий Збараж       | Тернопільський | Старозбаразька фортеця     |            |                 | Замок       | Руїни         |                                                                         |
| Стіжок              | Кременецький   | Данилівський замок         |            |                 | Замок       | Втрачений     |                                                                         |
| Сапогів             | Чортківський   | Сапогівський замок         |            |                 | Замок       | Втрачений     |                                                                         |
| Товсте              | Чортківський   | Товстенський замок         |            |                 | Замок       | Втрачений     |                                                                         |
| Трубчин             | Чортківський   | Трубчинський замок         |            |                 | Замок       | Втрачений     |                                                                         |
| Шманьківці          | Чортківський   | Шманьківський замок        | XVII ст.   |                 | Замок       | Втрачений     | Вівці пасуться на мисоподібному пагорбі, де колись був дерев'яний замок |